# Bart Moeyaert
Bart Boudewijn Peter Moeyaert, född 9 juni 1964 i Brygge i Belgien, är en belgisk barn- och ungdomsförfattare och poet.
Bart Moeyaert har gett ut ett femtiotal romaner, bilderböcker och poesisamlingar men även skrivit tv-manus och pjäser, jobbat som översättare och undervisat i kreativt skrivande. Han har skrivit i många genrer – även för vuxna – men huvuddelen av hans arbete är för unga läsare. Hans böcker finns översatta till flera språk och finns utgivna i mer än 20 länder.

År 2019 fick han Litteraturpriset till Astrid Lindgrens minne (ALMA). Juryns motivering lyder
Bart Moeyarts förtätade och musikaliska språk vibrerar av undertryckta känslor och outtalade önskningar. Med filmisk närvaro gestaltar han ögonblick där relationer ställs på sin spets samtidigt som berättelsernas komplexitet pekar på vägar vidare. Bart Moeyearts självlysande författarskap understryker att böcker för barn och unga har en självklar plats i världslitteraturen.

## Biografi
Moeyaert växte upp i Brygge som den yngste av sju bröder. Eftersom han var yngst fick han ofta lyssna till sina äldre bröder, något som han uppger haft betydelse för hans egen förmåga att berätta. Som barn läste han det mesta som Astrid Lindgren skrivit. Hans barndom var lycklig, men i 12-årsåldern började livet kännas svårare och skrivandet blev ett sätt för Moeyaert att förstå sig själv.
Han debuterade som 19-åring 1983 med romanen Duet met valse noten som han börjat skriva som 14-åring. Som poet debuterade han med Verzamel de liefde år 2003.
Sedan 1995 är Bart Moeyaert verksam som författare på heltid.